# Ślizgowate
Ślizgowate (Blenniidae) – rodzina ryb okoniokształtnych (Perciformes). Mają niewielkie, lokalne znaczenie gospodarcze.

## Występowanie
Głównie tropikalne i subtropikalne wody oceaniczne Oceanu Spokojnego, Indyjskiego i Atlantyckiego, niektóre gatunki spotykane w wodach słodkich lub słonawych. W Morzu Bałtyckim nie występują.

## Cechy charakterystyczne
Ciało mniej lub bardziej wydłużone, bocznie spłaszczone, nagie (pozbawione łusek), pokryte śluzem. Głowa zwykle tępo zakończona, pysk krótki, zaopatrzony w rząd silnych zębów, w rodzaju  Meiacanthus połączone z gruczołami jadowymi. płetwy grzbietowa i odbytowa długie, piersiowe dobrze rozwinięte i silnie umięśnione. Ślizgowate osiągają długość 15–54 cm. U większości gatunków brak pęcherza pławnego. Niektóre gatunki, np. ślizg czubaty, potrafią przebywać długo poza wodą. Wiele gatunków wykazuje zdolność do mimikry – upodabniają się wyglądem do gatunków agresywnych.

## Klasyfikacja
Rodzaje zaliczane do tej rodziny:
Adelotremus — Aidablennius — Alloblennius — Alticus — Andamia — Antennablennius — Aspidontus — Atrosalarias — Bathyblennius — Blenniella — Blennius — Chalaroderma — Chasmodes — Cirripectes — Cirrisalarias — Coryphoblennius — Crossosalarias — Dodekablennos — Ecsenius — Enchelyurus — Entomacrodus — Exallias — Glyptoparus — Haptogenys — Hirculops — Hypleurochilus — Hypsoblennius — Istiblennius — Laiphognathus — Lipophrys — Litobranchus — Lupinoblennius — Medusablennius — Meiacanthus — Microlipophrys — Mimoblennius — Nannosalarias — Oman — Omobranchus — Omox — Ophioblennius — Parablennius — Parahypsos — Paralticus — Parenchelyurus — Pereulixia — Petroscirtes — Phenablennius — Plagiotremus — Praealticus — Rhabdoblennius — Salaria — Salarias — Scartella — Scartichthys — Spaniblennius — Stanulus — Xiphasia